# Sortlands kommun
Sortlands kommun (norska: Sortland kommune, nordsamiska: Suorttá suohkan) är en kommun i Nordland fylke i norra Norge. Kommunen omfattar delar av öarna Langøya och Hinnøya i ögruppen Vesterålen. Mellan öarna strömmar Sortlandssundet. Kommunens centralort är staden Sortland.
Sortlands kommun gränsar i norr mot Øksnes och Andøy kommuner, i öster mot Kvæfjords kommun, i söder mot Lødingens och Hadsels kommuner, samt i väster mot Bø kommun. 
De viktigaste näringsgrenarna i kommunen är handel, lantbruk, fiske och havsbruk. Sortland är den enda kommunen i Vesterålen som har haft en stabil ökning i invånarantalet de sista 25 åren.
Sortlands kyrka är en korskyrka i trä, byggd i nygotisk stil och invigd 1901.

## Administrativ historik
Sortlands kommun upprättades den 1 januari 1838 (som Sortland formannskapsdistrikt) när Formannskapslovene från 1837 trädde i kraft.
Den 1 januari 1963 gick delar av kommunerna Hadsel (områden i indre Eidsfjord och på västra sidan av Eidsfjorden) och Langenes (Holmgrenda) upp i Sortlands kommun. Kommunen ökade då från 5 846 invånare före sammanslagningen till 7 271 invånare efter.
Den 1 januari 2000 tillfördes ett område på ön Hinnøya från Kvæfjords kommun.

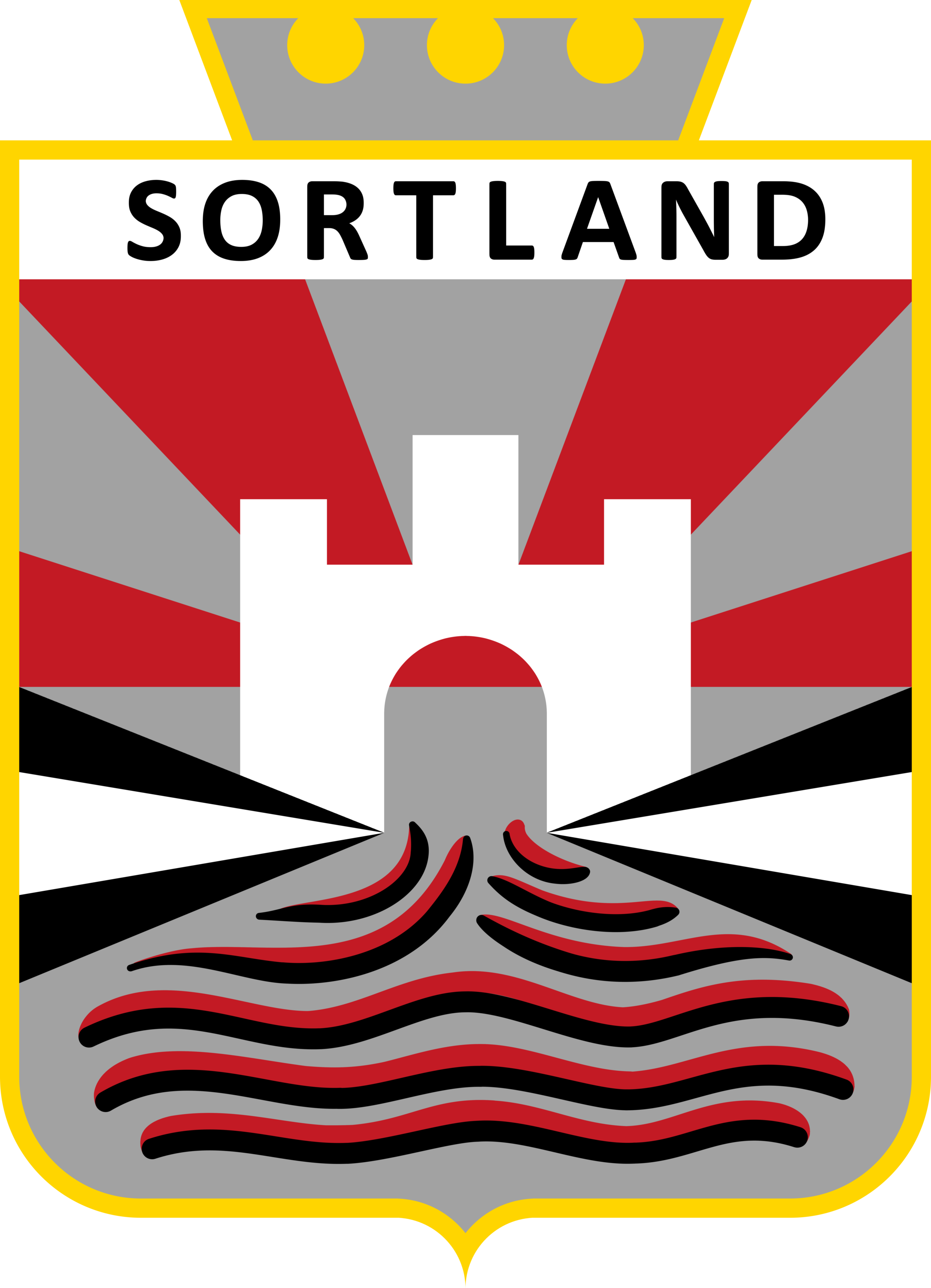
Sortlands gamla kommunvapen (1950–1985).

## Tätorter
I Sortlands kommun finns tre tätorter:
- Sigerfjord
- Sortland (centralort)
- Strand

## Socknar
Inom Norska kyrkan motsvaras Sortlands kommun av Sortlands socken i Vesterålens prosteri i Sør-Hålogalands stift.